# Muchammed Karimberdi uulu
Muchammed Muchammed Karimberdi uulu (kirgisisch Мухаммед Мухаммед Каримберди уулу, englische Transkription: Mukhamed Karimberdi Uulu; * 14. März 1999 in Bischkek) ist ein kirgisischer Snookerspieler. Er wurde zweimal kirgisischer Meister (2015, 2017) und ist der erste Kirgise, der ein Century-Break bei einer internationalen Meisterschaft gespielt hat.

## Karriere

### Russisches Billard
Zu Beginn seiner Karriere spielte Muchammed überwiegend Russisches Billard. Im Alter von 13 Jahren begann er, Turniere in seiner Heimatstadt Bischkek zu spielen. Anfang 2014 gelangte er bei einem Jugendturnier ins Viertelfinale, nachdem er unter anderem Arsen Kalenbajew besiegt hatte. Im August 2014 erreichte er in Tscholponata bei der Jugendweltmeisterschaft in der Disziplin Kombinierte Pyramide das Achtelfinale und unterlag dort dem späteren Weltmeister Dastan Lepschakow. Wenig später gelangte er auch beim kirgisischen Pokal und bei der kirgisischen Meisterschaft in der Freien Pyramide in die Runde der letzten 16. Am Jahresende kam er bei der nationalen Jugendmeisterschaft ins Viertelfinale.
Nachdem er 2015 frühzeitig ausgeschieden war, zog Muchammed 2016 bei der kirgisischen Meisterschaft in der Dynamischen Pyramide ins Halbfinale ein, in dem er dem späteren Turniersieger Ysatbek Ratbekow unterlag. Dadurch qualifizierte er sich für die Dynamische-Pyramide-WM, die im Oktober 2016 in Bischkek stattfand. Bei der WM schied Muchammed jedoch nach einer 4:7-Niederlage gegen Ildar Wachitow in der ersten Runde aus.
In den folgenden Jahren fokussierte sich Muchammed auf das Snooker. Erst 2019 spielte er wieder Russisches Billard und qualifizierte sich für die Freie-Pyramide-WM 2019 in Tscholponata. Auch bei seiner zweiten WM-Teilnahme blieb er sieglos und schied nach Niederlagen gegen Vasif Məmmədov und Argen Abdyldajew in der Vorrunde aus.

### Snooker
Sein erstes Snookerturnier im Ausland spielte Muchammed 2014, als er beim russischen Pokal in Koroljow das Achtelfinale erreichte. Im Mai gewann er durch einen 4:2-Finalsieg gegen Kalys Kamtschybek uulu die Stadtmeisterschaft in Bischkek. Nachdem er im Sommer 2014 beim Bischkek Cup und bei einem Juniorenturnier in Sankt Petersburg ins Halbfinale gelangt war, erreichte er bei der kirgisischen Meisterschaft 2014 das Viertelfinale.
Im Oktober 2015 erreichte Muchammed bei der ersten Austragung der U18-Weltmeisterschaft in Sankt Petersburg die Runde der letzten 48, in der er knapp gegen Rodion Judin verlor. Im Dezember 2015 wurde er erstmals kirgisischer Meister, als er im Finale Kalys Sagynalijew mit 5:1 besiegte.
Anfang 2016 gewann Muchammed die Stadtmeisterschaft von Bischkek durch einen 4:1-Finalsieg gegen Kubanytschbek Sagyndykow. Im Sommer erreichte er bei der nationalen Meisterschaft im 6-Red-Snooker das Halbfinale und beim La Maison Cup das Finale und verlor jeweils gegen Kalys Sagynalijew. Daneben nahm er 2016 an drei Amateurweltmeisterschaften teil. Nachdem er in den Altersklassen U18 und U21 in der Runde der letzten 48 beziehungsweise in der Gruppenphase ausgeschieden war, erreichte er im November 2016 bei den Erwachsenen die Runde der letzten 64, in der er dem ehemaligen Profi Alexander Ursenbacher mit 2:4 unterlag. Bei der U18-WM hatte er als erster Kirgise ein Century-Break erzielt.
Im Februar 2017 wurde Muchammed durch einen 7:2-Finalsieg gegen Syjmyk Uraimow zum zweiten Mal kirgisischer Meister. Einige Wochen später schied er bei der U21-Asienmeisterschaft in der Vorrunde aus. Im Mai erreichte er beim Moskauer Bürgermeisterpokal das Viertelfinale, in dem er dem Profispieler Nigel Bond mit 0:4 unterlag. Im Juni 2017 wurde mit der 6-Red-Asienmeisterschaft erstmals eine internationale Snooker-Meisterschaft in Kirgisistan gespielt. Mit einem Sieg aus drei Vorrundenspielen schied Muchammed in der Gruppenphase aus. Im Dezember gewann Muchammed in Kiew im Finale gegen Serhij Issajenko mit dem First Snow Cup zum ersten Mal ein internationales Snookerturnier. Wenige Tage später gewann er in Bischkek durch einen 5:0-Finalsieg gegen Syjmyk Uraimow den Sierra Cup.
2018 folgten zwei weitere Siege bei Turnieren in der kirgisischen Hauptstadt. Gegen Syjmyk Uraimow (5:1) gewann er den Decomb Cup und beim Kant Cup setzte er sich im Finale gegen Kalys Sagynalijew mit 5:1 durch. Im selben Jahr erreichte Muchammed in Kiew beim ukrainischen Unabhängigkeitspokal das Viertelfinale, in dem er dem Ukrainer Serhij Issajenko nur knapp mit 3:4 unterlag.
Im März 2020 gewann Muchammed durch einen Finalsieg gegen Syjmyk Uraimow den kirgisischen Pokal.

## Erfolge
| Ergebnis | Jahr | Turnier                     | Finalgegner              | Endstand |
| -------- | ---- | --------------------------- | ------------------------ | -------- |
| Sieger   | 2014 | Stadtmeisterschaft Bischkek | Kalys Kamtschybek uulu   | 4:2      |
| Sieger   | 2015 | Kirgisische Meisterschaft   | Kalys Sagynalijew        | 5:1      |
| Sieger   | 2016 | Stadtmeisterschaft Bischkek | Kubanytschbek Sagyndykow | 4:1      |
| Finalist | 2016 | La Maison Cup               | Kalys Sagynalijew        | 2:3      |
| Sieger   | 2017 | Kirgisische Meisterschaft   | Syjmyk Uraimow           | 7:2      |
| Sieger   | 2017 | First Snow Cup              | Serhij Issajenko         | n. b.    |
| Sieger   | 2017 | Sierra Cup                  | Syjmyk Uraimow           | 5:0      |
| Sieger   | 2018 | Decomb Cup                  | Syjmyk Uraimow           | 5:1      |
| Sieger   | 2018 | Kant Cup                    | Kalys Sagynalijew        | 5:1      |
| Sieger   | 2020 | Kirgisischer Pokal          | Syjmyk Uraimow           | n. b.    |